# Satchelliella canescens
Satchelliella canescens és una espècie d'insecte dípter pertanyent a la família dels psicòdids que es troba a Europa (incloent-hi Romania, França, Alemanya i Lituània), Àsia (l'Afganistan) i les illes Canàries.